# Christophe Lauwers
Christophe Lauwers (Oudenburg, 17 september 1972) is een voormalige Belgisch profvoetballer. Lauwers speelde als aanvaller.

## Biografie
Lauwers startte z'n carrière in z'n geboortestad, bij White Star Oudenburg. In 1983 verhuisde hij naar Cercle Brugge, waar hij 7 jaar later doorstroomde naar de A-kern. Hij zou 6 seizoenen in de eerste ploeg spelen en het zelfs tot international schoppen. In 1996 verhuisde hij naar Eendracht Aalst, waar hij een buitenlandse transfer kon versieren: in december 1998 trok hij naar het Franse Toulouse FC. Zes maanden later verhuisde hij echter naar Oostenrijk, waar hij voor SV Ried ging spelen. In 2002 keerde hij terug naar België. Na avonturen bij CS Visé, KV Oostende, KSV Roeselare en VG Oostende besloot hij in 2008 terug te keren naar de club waar het voor hem allemaal begonnen was: KWS Oudenburg. In 2010 stopte hij met voetballen.

## International
Lauwers speelde twee interlands voor België: op 24 april 1996 maakte hij z'n debuut in de vriendschappelijke wedstrijd tegen Rusland, en op 29 mei 1996 speelde hij z'n tweede en meteen ook laatste interland tegen Italië.